# Салентина
Саленти́на (італ. Salintina, тарант. Salènde, місц. Salentu) — півострів в Італії, південно-східний край Апеннінського півострова. Омивається Адріатичним і Іонічним (затока Таранто) морями і протокою Отранто.
Протяжність становить 150 км. Являє собою горбисту рівнину висотою до 300 м, яка складена головним чином вапняками і доломітами. Поширений карст. З рослинності переважають середземноморські чагарники. Населення займається виноградарством, тютюнництвом. Великі міста і порти: Бриндізі, Таранто.
Поблизу міста Отранто знаходиться мис Капо д'Отранто — найсхідніша точка Італії. Приблизно за 80 км на схід за протокою Отранто знаходиться албанський півострів Карабурун.

## Топонім
Топонім Салентина має невизначене походження. Згідно з легендою, топонім походить від імен Короля Сале, міфічного правителя Мессапів. Онук Короля Сале, король Мессапів Маленій — син Дасумна. заснував місто Сибар, що означало «Місто Сонця»), а також Ліппію.

Дослідник Маріо Космаі твердить, що назва походить від слова «salum», що перекладається як «територія оточена морями»: Римляни фактично, називали Салентійцями мешканців болотистих місцевостей котрі обжили околиці Тарантійської затоки. У його роботі цитується: 
|  | Саленто у мессапійській мові означало "море" |

Гіпотеза Марко Варроне натомість твердить, що слово Саленто має значення «союз», «альянс», утворені «in salo», тобто на морі, між трьома етносами що населяли цю територію: мінойцями, ілірійцями та локрійцями.

## Історія
- Неаполітанське королівство, Отрантська земля

1. ↑  Mario Cosmai, Antichi toponimi di Puglia e Basilicata, Levante, 1991.
2. ↑  Marco Terenzio Varrone, Rerum Rusticarum De Agri Cultura.